# Cấy ghép phổi
Ghép phổi, hay được gọi là cấy ghép phổi, là một thủ tục phẫu thuật trong đó phổi của bệnh nhân được thay thế một phần hoặc toàn bộ bằng phổi của người hiến. Phổi của người hiến có thể được lấy từ người hiến còn sống hoặc người hiến đã chết. Một người hiến tặng chỉ có thể hiến một thùy phổi. Với một số bệnh về phổi, một người nhận có thể chỉ cần nhận một lá phổi. Với các bệnh phổi khác như xơ nang, bắt buộc người nhận phải nhận hai phổi. Tuy cấy ghép phổi mang đến những rủi ro nhất định, chúng cũng có thể kéo dài tuổi thọ và nâng cao chất lượng cuộc sống cho bệnh nhân phổi giai đoạn cuối.

## Lịch sử
Lịch sử của cấy ghép phổi bắt đầu với một số nỗ lực không thành công do từ chối cấy ghép. Thử nghiệm đã được áp dụng trên động vật bởi nhiều nhà tiên phong khác nhau, bao gồm Vladimir Demikhov và Henry Metras, trong những năm 1940 và 1950, lần đầu tiên chứng minh rằng quy trình này khả thi về mặt kỹ thuật. James Hardy của Đại học Mississippi đã thực hiện ca ghép phổi đầu tiên ở người vào ngày 11 tháng 6 năm 1963. Sau ca ghép phổi đơn, bệnh nhân, sau đó được xác định là kẻ giết người bị kết án John Richard Russell, sống sót sau 18 ngày. Từ năm 1963 đến 1978, nhiều nỗ lực ghép phổi đã thất bại vì sự từ chối và các vấn đề với chữa lành phế quản anastomotic. Chỉ sau khi phát minh ra máy trợ tim, kết hợp với sự phát triển của thuốc ức chế miễn dịch như ciclosporin, các cơ quan như phổi có thể được ghép với cơ hội phục hồi bệnh nhân hợp lý.